# Craig Fairbrass
Craig Fairbrass (* 15. Januar 1964 in Mile End, London, England) ist ein englischer Schauspieler und Sprecher.

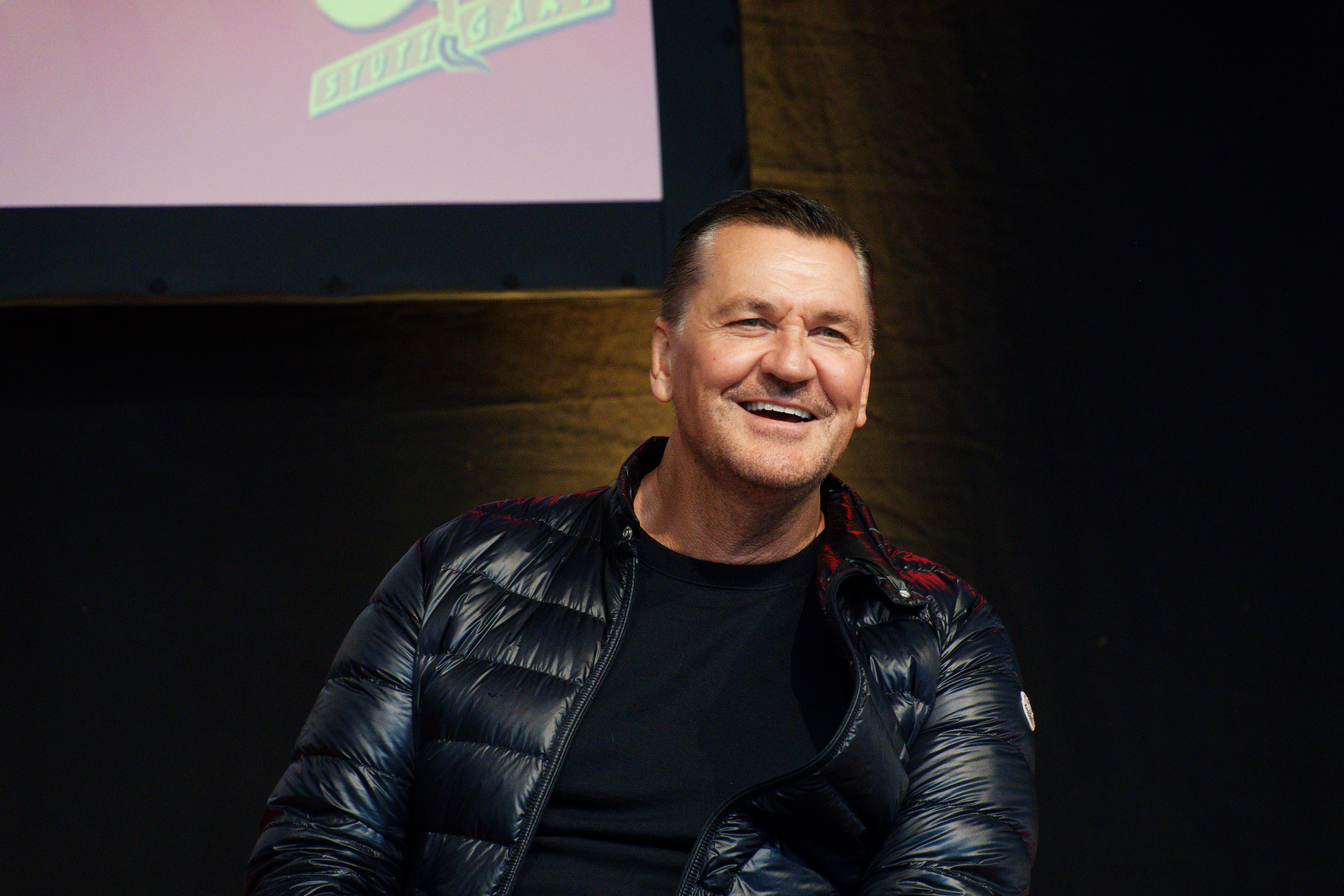
Craig Fairbrass auf der Comic Con Germany 2023 in Stuttgart

## Leben und Karriere
Fairbrass wurde im in Mile End, einem östlichen Londoner Stadtteil, geboren.
Fairbrass ist verheiratet mit Elke Kellick, einem ehemaligen Page-Three-Model, und sie haben zwei gemeinsame Söhne.
Sein Schauspieldebüt hatte Fairbrass im Film Für Königin und Vaterland an der Seite von Denzel Washington. 1980 spielte er auch in einer Episode der BBC-Fernsehserie Big Deal. Es folgten Auftritte in Serien wie London’s Burning und als Detective Frank Burkin in der Serie Heißer Verdacht (Staffeln 1 und 2) von Granada Television, die auch in Deutschland ausgestrahlt wurde.
Fairbrass spielte zudem in den Filmen Cliffhanger – Nur die Starken überleben mit Sylvester Stallone und Bank Job an der Seite von Jason Statham.
Fairbrass spielte von 1991 bis 2001 in der BAFTA-gewürdigten Seifenoper EastEnders den Dan Sullivan.
Er hatte eine Hauptrolle als Ray Betson im Channel-4-Krimi The Great Dome Robbery. Er zog in die Vereinigten Staaten und spielte als Henry Caine in White Noise: Fürchte das Licht. Im Februar 2007 spielte er einen Jaffa namens Arkad in der Episode „Talion“ der finalen Staffel von Stargate – Kommando SG-1. Gastrollen hatte er in den Serien The Unit – Eine Frage der Ehre und Terminator: The Sarah Connor Chronicles (2008).
2007 hatte Fairbrass eine Hauptrolle in Footsoldier. Ebenso spielte er im Vampirfilm Dead Cert an der Seite von Billy Murray. Murray spielte zuvor neben Fairbrass in Footsoldier, Freight und Just For The Record.
Er übernahm die Rolle des Söldners Cole gegen Danny Dyer und Jaime Murray in dem Zombie-Action-Film Devil’s Playground. Seit 2011 spielte Fairbrass Hauptrollen in Footsoldiers of Berlin – Ihr Wort ist Gesetz, Vikingdom, House of the Rising Sun, Hijacked und Get Lucky.
2012 übernahm Fairbrass eine Hauptrolle im US-Action-Thriller The Outsider, gemeinsam mit Jason Patric, James Caan und Shannon Elizabeth.
2014 spielte er in dem Thriller Breakdown zusammen mit James Cosmo, Bruce Payne, Emmett Scanlan, Olivia Grant und Tamer Hassan. Des Weiteren spielte er die Hauptrolle Jack London im Thriller Gunned Down.
Fairbrass sprach auch Rollen wie Gaz in den Videospielen Call of Duty 4: Modern Warfare (2007), Simon „Ghost“ Riley in Call of Duty: Modern Warfare 2 (2009) und Sgt. Wallcroft in Call of Duty: Modern Warfare 3.

## Filmografie (Auswahl)
- 1980: Shelley (Fernsehserie, eine Folge)
- 1986: Emmerdale Farm (Fernsehserie, 8 Folgen)
- 1987: Three Up Two Down (Fernsehserie, eine Folge)
- 1988: Für Königin und Vaterland (For Queen & Country)
- 1989: Soho Connection (Tank Malling)
- 1990–1991: London’s Burning (Fernsehserie, 7 Folgen)
- 1990: Tödliches Interview (The Final Frame, Fernsehfilm)
- 1991–1992: Heißer Verdacht (Prime Suspect, 4 Folgen)
- 1993: Cliffhanger – Nur die Starken überleben (Cliffhanger)
- 1994: Bedlam (Beyond Bedlam)
- 1995: Terminal Force (Galaxis)
- 1995: Proteus – Das Experiment (Proteus)
- 1996: Darklands
- 1998: The Bill (Fernsehserie, eine Folge)
- 1998: Killing Time
- 1998: Duck Patrol (Fernsehserie, 8 Folgen)
- 1999: Weak at Denise
- 1999–2001: EastEnders (Fernsehserie, 137 Folgen)
- 2002: The Great Dome Robbery
- 2005: Hard Sell Short (Kurzfilm)
- 2005: Mein verschärftes Wochenende (The Long Weekend)
- 2006: Dream Team (Fernsehserie, eine Folge)
- 2007: Footsoldier (Rise of the Footsoldier)
- 2007: White Noise: Fürchte das Licht (White Noise 2: The Light)
- 2007: The Unit – Eine Frage der Ehre (The Unit, Fernsehserie, eine Folge)
- 2007: Stargate – Kommando SG-1 (Stargate SG-1, Fernsehserie, eine Folge)
- 2008: Far Cry
- 2008: Bank Job (The Bank Job)
- 2008: Terminator: The Sarah Connor Chronicles (Fernsehserie, eine Folge)
- 2010: Dead Cert
- 2010: Devil’s Playground
- 2011: House of the Rising Sun
- 2012: Footsoldiers of Berlin – Ihr Wort ist Gesetz (St George’s Day)
- 2012: Vikingdom
- 2013: Bula Quo![6]
- 2014: The Outsider
- 2014: Breakdown
- 2017: Gunned Down
- 2017: Rise of the Footsoldier III – Die Pat Tate Story (Rise of the Footsoldier 3)
- 2019: Rise of the Footsoldier – The Marbella Job (Rise of the Footsoldier: Marbella)
- 2019: Avengement – Blutiger Freigang (Avengement)
- 2021: Rise of the Footsoldier – Origins (Rise of the Footsoldier: Origins)
- 2023: One Piece (Fernsehserie, 4 Episoden)
- 2023: Rise of the Footsoldier: Vengeance

## Videospiele
- 2007: Call of Duty 4: Modern Warfare
- 2009: Call of Duty: Modern Warfare 2
- 2011: Call of Duty: Modern Warfare 3
- 2018: Battlefield V